# Polina Daškovová
Polina Daškovová (rusky Полина Дашкова; vlastním jménem Taťjana Viktorovna Poljačenko (Татьяна Викторовна Поляченко); * 14. července 1960, Moskva, SSSR) je ruská spisovatelka a novinářka.

## Život a dílo
Studovala na Literárním institutu Maxima Gorkého v Moskvě a následně pracovala jako novinářka pro literární časopisy, či jako parlamentní zpravodajka.
Psaní se začala věnovat v 70. letech minulého století. Předtím nežli byl roku 1996 vydán její první kriminální román, zabývala se také překládáním knih z angličtiny.